# Le Royaume des fées (téléfilm)
Ne doit pas être confondu avec Le Royaume des fées.
Pour plus de détails, voir Fiche technique et Distribution.
Le Royaume des fées (Beings) est un téléfilm américain réalisé par Paul Matthews et diffusé en 1998.

## Synopsis
Les 2 jeunes gens héritent de la maison de leur mémé et de la mine d'or par où il y a des fées découvertes qui peuvent sauver leur père malade.

## Fiche technique
- Titre français : Le Royaume des fées
- Titre original : Beings
- Réalisateur : Paul Matthews
- Scénaristes : Christopher Atkins et Paul Matthews
- Producteur : Elizabeth Matthews
- Musique du film : Ben Heneghan, Ian Lawson
- Directeur de la photographie : Peter Thornton
- Montage : Peter H. Matthews
- Distribution des rôles : Al Guarino
- Création des décors : Edward Thomas
- Direction artistique : Victor Botha
- Coordinateur des cascades : Cordell McQueen	.
- Société de production : Peakviewing Transatlantic PLC
- Pays d'origine : États-Unis
- Genre : Aventure
- Durée : 89 minutes

## Distribution
- Corbin Bernsen : Rob Preston
- Glynis Barber : Nancy Preston
- Jameson Baltes : Kyle Preston
- Brittney Bomann : Evie
- Malcolm McDowell : Ian
- Hélène Lombard : Pam
- Amanda Lane : Cashier
- Ron Smerczak : PC Jim Blythe
- Anne Curteis : Elizabeth
- Leigh Greyvenstein : Tumbeleen